# Braden

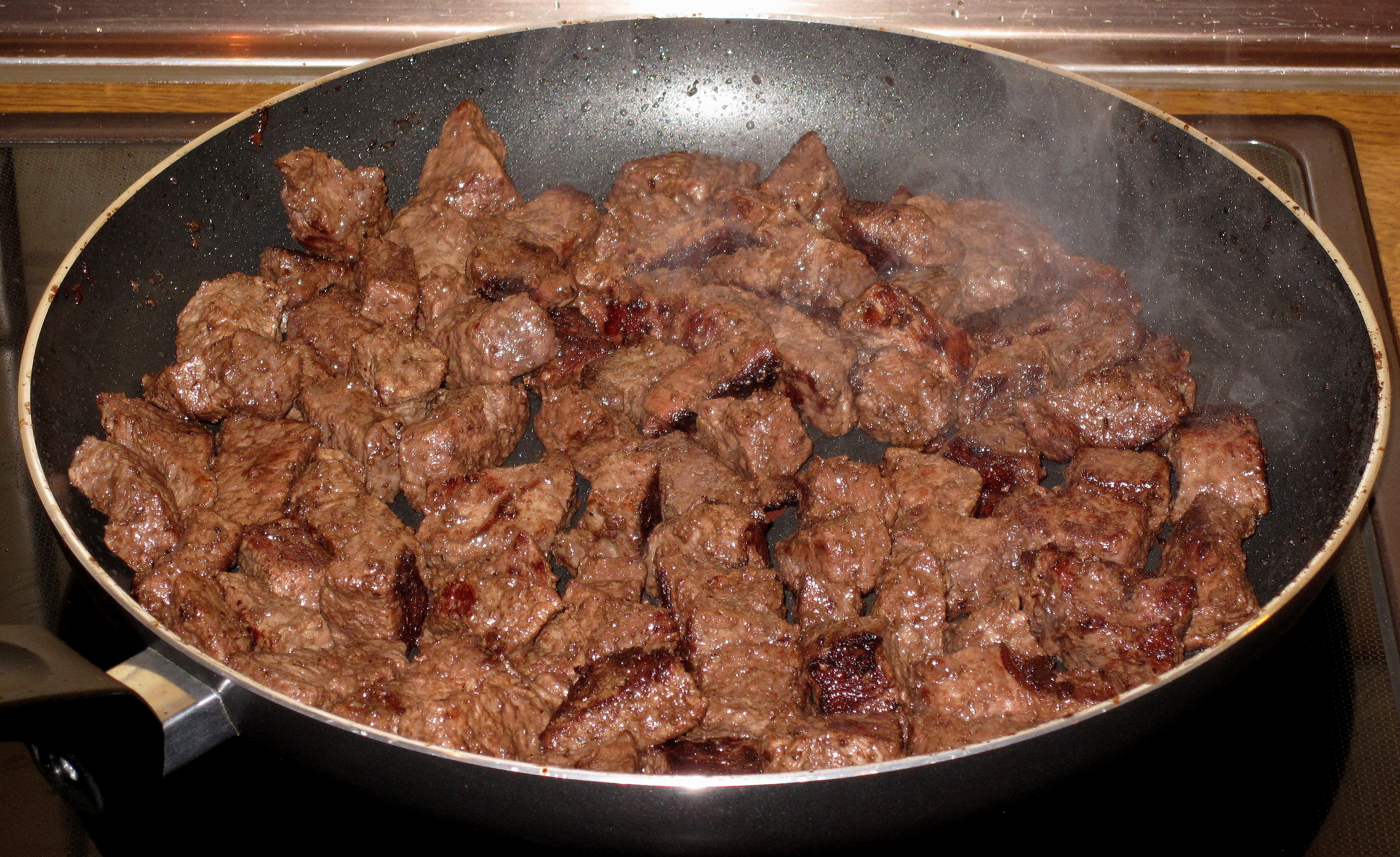
Vlees wordt gebraden in een koekenpan

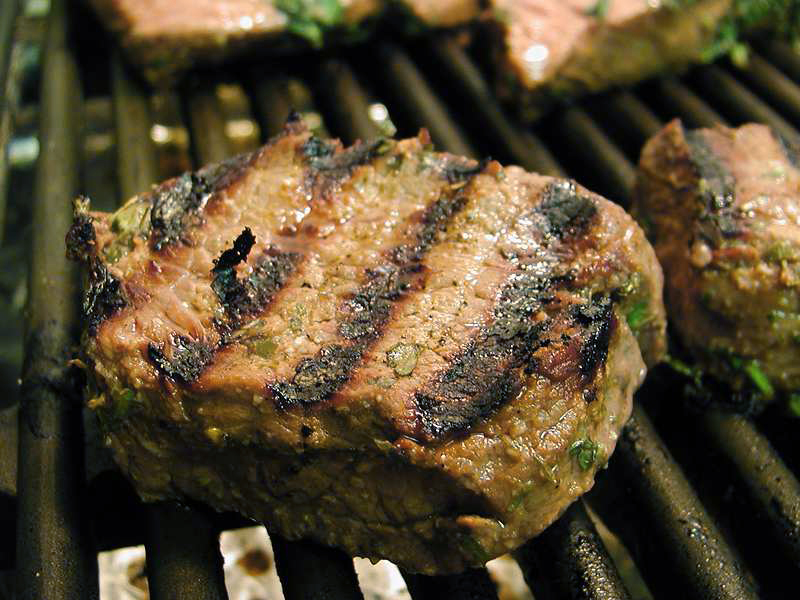
Een steak wordt gebraden op de barbecue

Braden is het proces waarbij een product - veelal vlees, gevogelte maar ook wel aardappelen, vis en schaaldieren - een juiste gaarheid en een krokante baklaag krijgt, door de zogenaamde maillardreactie.

## Dichtschroeien
Voor het braden schroeit men het vlees dicht, dit zou moeten zorgen dat de vleessappen behouden blijven. Dit kan door het een korte tijd te bakken in een hete braadpan met boter of olie. Ook kan men het product een kwartier braden in een hete oven van zo'n 240 °C, dit is handig bij grote stukken vlees.

## Braden in de oven
Braden in de oven wordt vaak toegepast bij malse producten met weinig bindweefsel. De braadtechniek wordt met name toegepast bij grotere stukken vlees, wild of heel gevogelte, want het is makkelijker om deze producten in de oven te bereiden, dan in een pan of aan het spit.
Na het dichtschroeien wordt het product in een voorverwarmde oven verder gegaard. De exacte temperatuur die de oven moet hebben is afhankelijk van de grootte van het product. Mager vlees (bijvoorbeeld rosbief) kan het best worden afgedekt om uitdrogen te voorkomen. Dit kan worden gedaan met een lapje niervet, maar men kan ook gebruikmaken van de braadzak. Vetter vlees wordt doorgaans met de vetrand naar boven in de braadslede gelegd. Om het vlees extra smaak te geven kan de braadslede gevuld worden met water en kruiden of met bouillon. Voor elke 100 gram vlees kan zo'n 3 minuten braden gerekend worden. Tijdens het braadproces wordt het vlees meerdere malen bedropen met het braadvocht uit de braadslede, dit om uitdroging te voorkomen. Deze handeling wordt ook wel arroseren genoemd. 

### Gebruik van de braadzak
Als men in de oven braadt, kan men het vlees ook in een braadzak doen. Boter hoeft niet te worden toegevoegd, andere ingrediënten zoals uienringen, kruiden en knoflook zijn optioneel. In de bovenkant van de zak worden gaatjes geprikt. De bereidingstijd is wederom afhankelijk van de soort en de grootte van het vlees. Het vlees moet na het braden ongeveer 10 minuten rusten, voordat de zak kan worden opengeknipt. Het braadvocht uit de zak kan worden gebruikt als jus of saus. 
Een alternatief voor de braadzak dat ongeveer hetzelfde effect geeft, is het vlees in aluminiumfolie wikkelen.

## Braden aan het spit
Bij braden aan het spit wordt het vlees gebraden door de stralingswarmte van een open vuur of een warmte-element. Braden aan het spit wordt bijvoorbeeld toegepast bij gevogelte en bij wit vlees zoals speenvarken.
Het vlees moet ook hier worden dichtgeschroeid, door het dicht bij het vuur te plaatsen of het warmte-element op een hoge stand te zetten. Na het dichtschroeien verlaagt men de temperatuur door het vlees verder van het vuur te verwijderen of de stand van het warmte-element lager te zetten. Het braadvocht kan worden opgevangen en gebruikt om het product regelmatig te arroseren. 

## Het nuttigen van gebraden vlees
Het wordt aangeraden het gebraad 5 tot 10 minuten te laten rusten voor het wordt aangesneden. Snij het gebraad steeds tegen de draad in; korte vezels zijn gemakkelijker te kauwen zodat het vlees malser lijkt. Men kan het beste een ongekarteld mes gebruiken, zodat de vleessappen behouden blijven.

## Verschil tussen bakken en braden
Bakken en braden zijn gelijkaardige kooktechnieken, maar braden duurt langer, gebeurt op lagere temperatuur en meestal in een afgesloten pot; terwijl bakken minder lang duurt, op hogere temperatuur gebeurt en zonder deksel. Beide technieken kunnen gebruikt worden op open vuur en in een oven.

## Voorbeelden van vleessoorten die worden gebraden
- gehakt
- varkensgebraad
- rosbief
- rollade
- fricandeau